# Andy Północne
Andy Północne – góry fałdowe, stanowiące część Andów, znajdujące się na terenie Wenezueli, Kolumbii, Ekwadoru, Peru oraz Boliwii.
Andy Północne zbudowane są ze skał krystalicznych pokryte mezozoicznymi pokładami skał osadowych. Andy Północne podzielone są na trzy główne części Andy Kolumbijskie, Andy Ekwadorskie i Andy Peruwiańskie. Z każdych z tych pasm górskich wydzielono łańcuchy górskie: Kordylierę Zachodnią, Środkową i Wschodnią.

## Andy Kolumbijskie
Kordyliera Wschodnia to góry mezozoiczne, których przedłużenie stanowią łańcuchy Serranía del Perijá i Cordillera de Mérida, otaczające nieckę jeziora Maracaibo. Kordyliera Centralna jest najwyższym pasmem górskim Andów Kolumbijskich o wulkanicznych szczytach, z których najwyższy Tolima wznosi się na wysokość 5215 m n.p.m. Na północnym krańcu znajduje się tektoniczna dolina rzeki Magdalena a za nią pasmo Sierra Nevada de Santa Marta z najwyższym szczytem Cristobal Colon wznoszącego się do 5775 m n.p.m. Kordyliera Zachodnia położona jest wzdłuż wybrzeża Oceanu Spokojnego. Od Kordyliery Centralnej oddzielona jest doliną rzeki Cauca. W północno-zachodniej części ciągnie się pasmo Cordilliera Choco.

### Szczyty Kolumbii

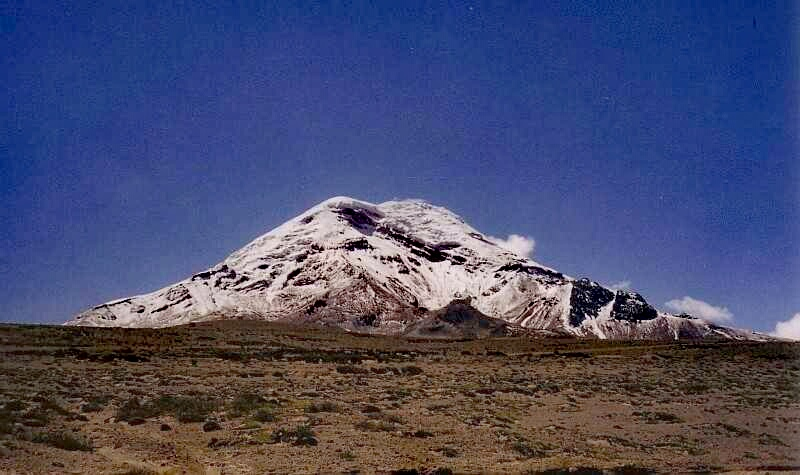
Wulkan Chimborazo

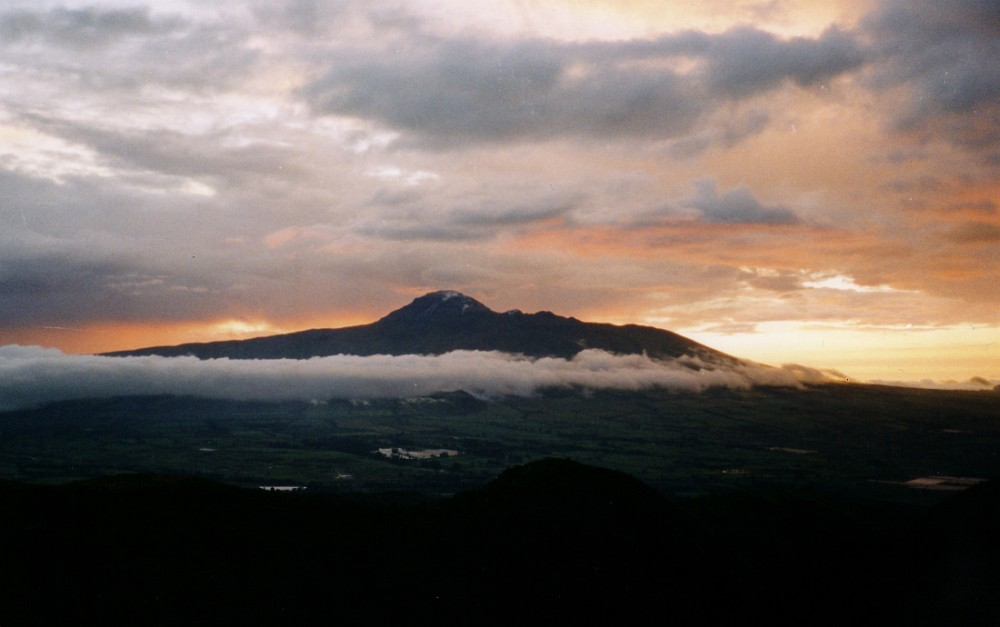
Szczyt Corazon w Ekwadorze

- Galeras, 4276 m
- Nevado del Huila, 5365 m
- Nevado del Ruiz, 5321 m
- Ritacuba Blanco, 5410 m
- Snow Mountain of Quindio, 5215 m

## Andy Ekwadorskie
W Andach Ekwadorskich, Kordyliera Zachodnia zbudowana jest z łupków i piaskowców, gdzieniegdzie poprzecinanych żyłami diorytów i bazaltów. Najwyższym szczytem jest wulkan Chimborazo wznoszący się na wysokość 6310 m n.p.m. Jego wierzchołek, dzięki zjawiska biegunowego spłaszczenia Ziemi, jest najdalej oddalonym od środka planety punktem na jej powierzchni. Kordyliera Wschodnia niekiedy nazywana Centralną usiana jest licznymi stożkami wulkanicznymi. Do najwyższych należą Antisana (5323 m n.p.m.), Tungurahua (5057 m n.p.m.), Sangay (5323 m n.p.m.), Cayambe (5794 m n.p.m.) i najwyższy Cotopaxi (5897 m n.p.m.). Pomiędzy tymi Kordylierami położona jest na wysokości 2500 m n.p.m. mająca szerokość 60 km Wielka Dolina Centralna (Valle Central), zwana również Aleją Wulkanów. Dolina usiana jest licznymi rzeczkami stanowiącymi część dorzecza Amazonki lub dorzecza Pacyfiku.

### Szczyty Ekwadoru
- Antisana, 5753 m
- Cayambe (wulkan), 5790 m
- Chimborazo, 6268 m
- Corazón, 4790 m
- Cotopaxi (wulkan), 5897 m
- El Altar, 5320 m
- Illiniza, 5248 m
- Pichincha (wulkan), 4784 m
- Quilotoa, 3914 m
- Reventador (wulkan), 3562 m
- Sangay (wulkan), 5230 m
- Tungurahua (wulkan), 5023 m

## Andy Peruwiańskie

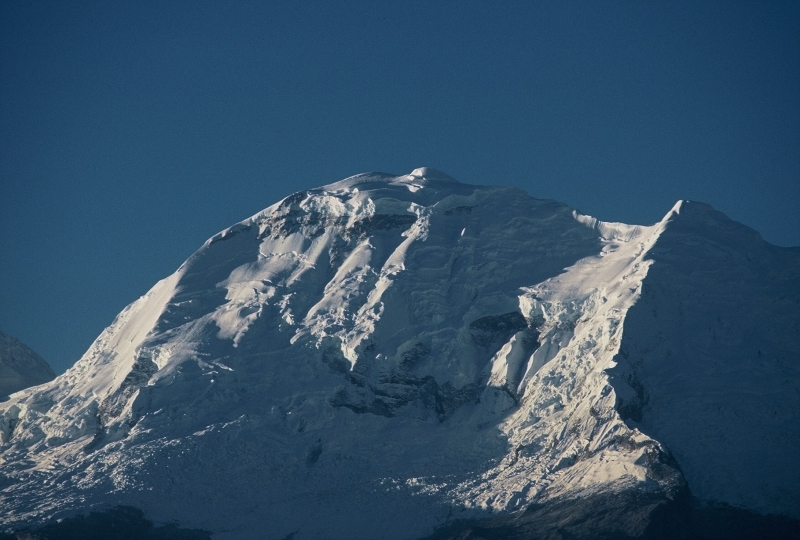
Wulkan Huascarán

Andy Peruwiańskie osiągają szerokość 700 km i skierowane są na południowy wschód. Kordyliera Zachodnia biegnie wzdłuż wybrzeży by w środkowej jej części dzieliły się na dwa pasma. Pierwsze to Cordillera Negra, którego nazwa pochodzi od ciemnych łupków, wapieni i piaskowców stanowiących budowę geologiczna pasma. Drugim pasmem są góry Cordillera Blanca, a ich nazwa pochodzi od skał ilastych o jasnej barwie i wiecznych śniegów i lodów zalegających na szczytach. Najwyższym szczytem tej części And, jest wulkan Huascarán sięgający 6769 m n.p.m. Kordyliera Wschodnia przecinana jest górnymi odcinkami dopływów Amazonki. Wszystkie trzy pasma schodzą się w jeden węzeł górski Nevado Raura stanowiący przedsionek dla Andów Środkowych
W Andach Północnych wyróżnia się piętrowość klimatyczną. Położone są w strefie klimatu równikowego i podrównikowego, Charakterystyczną rzeźbą terenu dla gór są położone na wysokości 2000–3000 metrów wyżyny, pokryte skalną zwietrzeliną. Na niej rozwinęła się formacja roślinna paramo będącą luźno porastającymi kępami traw.
W Andach północnych żyje większość populacji krajów przez które przechodzą. W nich położone są na wysokości powyżej 2000 m n.p.m. dwie stolice Bogota (Kolumbia) i Quito (Ekwador).